# Affolterbach
Affolterbach ist ein Ortsteil der Gemeinde Wald-Michelbach im südhessischen Landkreis Bergstraße.

## Geographe
Affolterbach liegt auf 357 m ü. NHN im Nordosten des Gemeindegebiets von Wald-Michelbach im Buntsandstein-Odenwald, ca. 16 km östlich von Heppenheim. Das Gebiet des Ortsteils besteht aus der Gemarkung Affolterbach mit einer Fläche von 824 Hektar, davon sind 535 Hektar Wald. Die Ortslage befindet sich auf 350 bis 420 m ü. NHN und der höchsten Erhebungen sind der 528 m hohe Kleine Meisenberg im Süden der Gemarkung und dem 540 m hohe Meisenberg nur wenige Meter südlich der Gemarkungsgrenze. Der Ortskern befindet sich auf der Ostseite des oberen Ulfenbachs, der nach Süden in Richtung Neckar läuft und im Ortsbereich von Westen den Kocherbach und von Osten den Affolterbach aufnimmt. Die landwirtschaftlich genutzten Tallagen sind im Westen und Osten eingerahmt von den bewaldeten Höhenzügen des Überwaldes. Die Gemarkung reicht vom Salzberg (452 m) im Westen bis zum Meisenberg (538 m) und den Kleinen Meisenberg (528 m) im Osten hinaus in die Nähe von Dürr-Ellenbach.
Die nächstgelegenen Ortschaften sind Wahlen im Norden, Olfen im Osten, Aschbach im Süden und Kocherbach im Westen. Durch den Ort verläuft die Landesstraße 3105, die im Reichelsheimer Gemeindegebiet von der Bundesstraße 38 nach Süden abzweigt, die B 460 bei Weschnitz überquert und Affolterbach erreicht, danach durch den Ortsteil Wald-Michelbach führt und in Hirschhorn am Neckar endet. Von Osten aus Beerfelden kommend, endet die Landesstraße 3120 in der Ortslage.

## Geschichte

### Ortsgeschichte
Der Ort wurde im Jahre 1353 mit der Schreibweise Affolderbach zum ersten Mal urkundlich erwähnt, als der Edelknecht Bruno von St. Lenen und seine Ehefrau Anna unter anderem auch seine Leute zu Affolterbach an den Pfalzgrafen Ruprecht I. verkaufte. Der Ortsname leitet sich vom mittelhochdeutschen Wort affolter für „Apfelbaum“ ab. Das Wortbildungselement „-ter“ = Baum, vgl. englisch tree, findet sich auch in den Wörtern Wacholder, Holunder oder Flieder. Das Bächlein, in dessen Tal das Oberdorf liegt, wird auch Apfelbach genannt.
Im 14. und 15. Jahrhundert hatten die Schenken von Erbach den Ort als pfälzisches Lehen bis in einem Vertrag zwischen dem Kurfürsten Ludwig von der Pfalz und dem Schenken Eberhard, Herr zu Erbach und Bickenbach vom 5. Juli 1509, Affolterbach im Austausch gegen Hetzbach an die Pfalz zurückfiel.
In den Anfängen der Reformation sympathisierten die pfälzischen Herrscher offen mit dem lutherischen Glauben, aber erst unter Ottheinrich (Kurfürst von 1556 bis 1559) erfolgte der offizielle Übergang zur lutherischen Lehre. Danach wechselten seine Nachfolger und gezwungenermaßen auch die Bevölkerung mehrfach zwischen der lutherischen, reformierten und calvinistischen Glaubensrichtung. Affolterbach wurde Filialdorf der reformierten Pfarrei Waldmichelbach.
Am Ende des Dreißigjährigen Kriegs (1648) dürfte der Ort wie viele Gebiete der Kurpfalz fast menschenleer gewesen sein. Das ganze Dorf bestand nur noch aus vier Höfen.
Nach dem verheerenden Krieg betrieb die Kurpfalz auf ihrem Gebiet eine durch religiöse Toleranz geprägte Wiederansiedlungspolitik. Doch die in der unruhigen Folgezeit ausbrechenden Kriege, wie der Pfälzische Erbfolgekrieg (1688–1697) und der Spanische Erbfolgekrieg (1701–1714), machte viele der Bemühungen wieder zunichte und Zehntausende Pfälzer emigrierten unter anderem nach Nordamerika und Preußen. Für Affolterbach wurde für das Jahr 1700 von der Zuwanderung religiös verfolgten Personen aus der Schweiz und Frankreich berichtet.
Auch in religiöser Hinsicht war die Zeit nach dem Dreißigjährigen Krieg von großer Unruhe geprägt. 1685 starb die reformierte Linie Pfalz-Simmern aus und die katholischen Vettern der Linie Pfalz-Neuburg traten mit Kurfürst Philipp Wilhelm die Regierung in der Kurpfalz an. Dieser ordnete die Gleichstellung des katholischen Glaubens, in der mehrheitlich evangelischen bevölkerten Pfalz, an. Schon während des Pfälzischen Erbfolgekriegs hatte Frankreich versucht, in den eroberten Gebieten die Gegenreformation voranzutreiben, und etliche katholische Pfarreien gegründet. Der Krieg endete 1697 mit dem Frieden von Rijswijk, der die Stellung des zu diesem Zeitpunkt regierenden katholischen Kurfürsten Johann Wilhelm stärkte. Dies führte am 26. Oktober 1698 zum Erlass des Simultaneum. Danach waren die Katholiken berechtigt alle reformierten Einrichtungen wie Kirchen, Schulen und Friedhöfe mitzubenutzen, während dies umgekehrt nicht erlaubt wurde. Weiterhin wurde die bis dahin selbständige reformierte Kirchenverwaltung dem Landesherren unterstellt. Erst auf Betreiben Preußens kam es 1705 zur sogenannten Pfälzische Kirchenteilung in der das Simultanum rückgängig gemacht wurde und die Kirchen im Land wurden mitsamt Pfarrhäusern und Schulen zwischen den Reformierten und den Katholiken im Verhältnis fünf zu zwei aufgeteilt. Sonderregelungen gab es für die drei Hauptstädte Heidelberg, Mannheim und Frankenthal sowie die Oberamtsstädte Alzey, Kaiserslautern, Oppenheim, Bacharach und Weinheim. In den Städten mit zwei Kirchen sollte die eine den Protestanten und die andere den Katholiken zufallen; in den anderen, wo nur eine Kirche bestand, der Chor vom Langhaus durch eine Mauer geschieden, und jener den Katholiken, dieses den Protestanten eingeräumt werden. Den Lutheranern wurden nur jene Kirchen zugestanden, die sie im Jahr 1624 besaßen oder danach gebaut hatten. In Affolterbach fiel 1705 die Kirche den Reformierten zu. Der Friedhof bei der Kapelle in Affolterbach wurde 1770 aufgegeben und die Toten fortan in Wald-Michelbach beerdigt.
Das ausgehende 18. und beginnende 19. Jahrhundert brachte Europa weitreichende Änderungen. Infolge der Napoleonischen Kriege wurde das Heilige Römische Reich (Deutscher Nation) durch den Reichsdeputationshauptschluss von 1803 neu geordnet und hörte mit der Niederlegung der Reichskrone am 6. August 1806 auf zu bestehen. Infolge dieser Neuordnung wurde die Kurpfalz aufgelöst und das „Oberamt Lindenfels“, wozu auch Affolterbach gehörte, kam zur Landgrafschaft Hessen-Darmstadt, die 1806 in dem ebenfalls auf Druck Napoleons gebildete Großherzogtum Hessen aufging.
Im Jahr 1814 wurde die Leibeigenschaft im Großherzogtum aufgehoben und es erhielt mit der am 17. Dezember 1820 eingeführten Verfassung des Großherzogtums Hessen eine konstitutionelle Monarchie, in der der Großherzog aber noch große Machtbefugnisse hatte. Die noch bestehenden standesherrlichen Rechte wie Niedere Gerichtsbarkeit, Zehnten, Grundzinsen und andere Gefälle blieben aber noch bis 1848 bestehen.
1825 wurde in Affolterbach eine ständige Schule eingerichtet und 1837 wurde ein neuer Friedhof an der Straße nach Wahlen angelegt. Die Bevölkerungszahl wird für das Jahr 1828 mit 499 angegeben.
Die übergeordnete Verwaltung von Affolterbach war im Großherzogtum Hessen ab 1821 der Landratsbezirk Lindenfels zuständig. Die Bürgermeisterei in Affolterbach übernahm auch die Verwaltungsaufgabe für die Orte Kocherbach, Unterscharbach und Wahlen. Seit 1820 wählten die Gemeinden den Bürgermeister selbst und es gab keine Einsetzung von Schultheißen mehr.
Durch mehrere Verwaltungsreformen in Hessen gelangte der Ort über die Kreise Lindenfels und Heppenheim schließlich 1938 zum heutigen Landkreis Bergstraße.
Auf dem Friedhof von Affolterbach befindet sich das Grab des Leander van Eß, neben Martin Luther einer der großen Bibelübersetzer. Van Eß wurde am 15. Februar 1772 in Warburg (Westfalen) geboren und starb am 13. Oktober 1847 in Affolterbach.
1870 provoziert der preußische Ministerpräsident Otto von Bismarck durch die sogenannte Emser Depesche den Deutsch-Französischen Krieg. in dem das Großherzogtum Hessen als Mitglied des Norddeutschen Bundes an der Seite Preußens teilnahm. Noch vor dessen offiziellen Ende am 10. Mai 1871 traten die süddeutschen Staaten dem Norddeutschen Bund bei und am 1. Januar 1871 trat dessen neu Verfassung in Kraft, mit der er sich nun Deutsches Reich nannte. Auf deutscher Seite forderte dieser Krieg ca. 41.000 Tote.
Mit dem Reichsmünzgesetz gab es Deutschland nur noch eine Währung, die Mark mit 100 Pfennigen als Untereinheit.
Bis zum Ersten Weltkrieg nennt die Affolterbacher Ortschronik eine Reihe weiterer Ereignisse.
Hatte Affolterbach im Jahre 1890 noch 710 Einwohner so sank die Zahl bedingt durch den Strukturwandel in der Landwirtschaft und Abwanderung auf 615 Einwohner im Jahre 1933.
1852 wurde ein einstöckiges Schulhaus eingeweiht.
1853 wurde Leander Heidenreich Bürgermeister, der sich als Landtagsabgeordneter für den Bau der Überwaldbahn von Mörlenbach nach Wahlen einsetzte, die mit der Einweihung der Strecke sowie des Bahnhofs Affolterbach 1901 vollendet wurde. Die Stilllegung dieser Strecke erfolgte 82 Jahre später am 23. September 1983 im Personenverkehr und zum 1. März 1984 im Güterverkehr. 1860 erfolgte die Vermessung der Gemarkung und die Erstellung eines entsprechenden Katasters. Aus dem Jahr 1869 wird die Gründung des „Gesangvereins Frohsinn“ und für 1874 die Gründung der „Spar- und Darlehnskasse“ vermeldet. Die Schule in Affolterbach betreffend gibt es weitere Nachrichten: So wurde diese 1878 aufgestockt und mit einem Glockentürmchen ersehen; 1880 wurde in der jetzt zwei-klassischen Schule Unterricht für 140 Kinder gehalten und 1890 wurden in dem jetzt aus 710 Einwohnern bestehenden Dorf 204 Schüler in zwei Klassen gezählt. 1881 erfolgte in Affolterbach die Regulierung des Ulfenbachs.
In das Jahr 1894 fiel die Gründung des Kirchenbauvereins, dem die Zarin von Russland 100 Rubel in Gold spendete und dessen Bemühungen 1906 zur Grundsteinlegung der Gustav-Adolf-Kirche führten. Die Kirche wurde durch den Kirchenbaumeister Friedrich Pützer im Jugendstil entworfen.
1895 gründete sich die Freiwillige Feuerwehr und eine hessisch großherzogliche Postagentur wurde eingerichtet, die auch die Orte Kocherbach, Tromm, Scharbach, Wahlen postalisch versorgte. 1906 erfolgte die Gründung des „Gesangvereins Blüte“ und 1911 verlegte die Gemeinde eine Wasserleitung zur Trinkwasserversorgung.
Am 1. August 1914 brach der Erste Weltkrieg aus, der hier wie im ganzen Deutschen Reich der positiven wirtschaftlichen Entwicklung ein Ende setzte. Als nach der deutschen Niederlage am 11. November 1918 der Waffenstillstand unterschrieben wurde, hatte der Krieg insgesamt rund 17 Millionen Menschenopfer gekostet. In Affolterbach waren 29 Gefallene zu beklagen.
Das Ende des Deutschen Kaiserreiches war damit besiegelt und die unruhigen Zeiten der Weimarer Republik folgten. In der Zeit von 1921 bis 1930 wurden in Deutschland 566.500 Auswanderer gezählt, die versuchten den schwierigen Verhältnissen in Deutschland zu entfliehen.
Aus der Zeit zwischen den beiden Weltkriegen können der Ortschronik die folgenden Ereignisse entnommen werden. 1922 wurde der Ort an die elektrische Stromversorgung angeschlossen. 1925 erhielt die Kirche in Affolterbach neue Glocken, als Ersatz für die während des Ersten Weltkriegs requirierten und eingeschmolzenen Glocken. 1926 erhielt der Ort eine elektrische Straßenbeleuchtung und die Ulfenbachbrücke in der Mühlstraße wurde erbaut. 1926 gründet sich erneut ein Männergesangverein sowie ein Sportverein, der 1932 am Ortsausgang Richtung Olfen einen in Notstandsarbeit errichteten Sportplatzes erhielt. Ebenfalls als Notstandsarbeit wurde 1931 die Kanalisation in der Haupt- und Mühlstraße gebaut.
Am 30. Januar 1933 wurde Adolf Hitler Reichskanzler, was das Ende der Weimarer Republik und den Beginn der Nationalsozialistischen Diktatur besiegelte. In Affolterbach konnten die Einwohner 1934 das seltene Ereignis eines Zeppelinüberflugs erleben. 1936 konnte sich in Affolterbach die evangelische Bekennende Kirche im Kirchenkampf gegen die Gleichschaltungsversuche der Deutschen Evangelischen Kirche (DEK) behaupten. 1938 trat der in Affolterbach geborene Kammersänger Joachim Sattler in Paris und London als Siegfried in Richard Wagners „Der Ring des Nibelungen“ auf.
Am 1. September 1939 begann mit dem Einmarsch deutscher Truppen in Polen der Zweite Weltkrieg, der in seinen Auswirkungen noch weit dramatischer war als der Erste Weltkrieg und dessen Opferzahl auf 60 bis 70 Millionen Menschen geschätzt werden.
Der Krieg in Europa endete mit der bedingungslosen Kapitulation aller deutschen Truppen die am 8. Mai 1945 um 23:01 Uhr mitteleuropäischer Zeit in Kraft trat. Affolterbach blieb vom Luftkrieg weitgehend verschont, lediglich zwei Flugzeuge des Typs Bf 109 wurden 1944 bei Luftkämpfen über Affolterbach abgeschossen. Der Ort hatte aber 54 gefallene oder vermisste Soldaten in diesem Krieg zu beklagen.
Im Jahr 1946 wurde der evangelische Kirchenchor gegründet und die beiden Affolterbacher Gesangsvereine schlossen sich zusammen.
Nach dem Krieg stieg die Bevölkerungszahl durch die Ansiedlung vieler Heimatvertriebener, von denen Ende 1948 in Affolterbach 145 Personen leben. 1948 wurde auch die erste demokratische Kommunalwahl nach dem Krieg durchgeführt, die den noch durch die Nationalsozialisten eingesetzte Bürgermeister in seinem Amt bestätigte. Im Jahr 1952 erhielten die Affolterbacher Ortsstraßen eine Teerdecke und 1953 wurde der Ortsfunk installiert der die öffentlichen Bekanntmachungen des Gemeindedieners ablöste. Ab 1957 ließ sich die Nachbargemeinde Kocherbach freiwillig von der Bürgermeisterei in Affolterbach mitverwalten.
Aus Zeit von 1960 bis 2003 gibt die Ortschronik über die folgenden Ereignisse Auskunft.
1962 gründete sich der „Odenwaldklub Affolterbach“, der die hier zitierte Ortschronik 2003 anlässlich des 650-jährigen Bestehens von Affolterbach erstellte.
1963 siedelte sich mit „Coronet Metall und Pedex“ der erste Industriebetrieb in Affolterbach an und schaffte dabei 350 Arbeitsplätze.
Ein Dorfgemeinschaftshaus erhielten die Affolterbacher 1965. Es enthielt neben Gemeinschaftsräumen die Gemeindeverwaltung, einen Kindergarten, eine Schwesternstation und ein Kühlhaus mit 120 Kühlfächern.
1965 wurde ein neuer Sportplatz Richtung Kocherbach errichtet, dessen Bau die Amerikanische Armee mit schwerem Gerät unterstützte.
1970 erfolgte die freiwillige Eingemeindung Kocherbachs mit der die Gemeinde hoffte ihre Selbständigkeit erhalten zu können. Aber auch Bürgerproteste und Sendungen des Regionalfernsehens, die über dieses Geschehen berichteten, konnten nicht verhindert, dass 1972 Affolterbach in die Großgemeinde Wald-Michelbach eingegliedert wurde. 1970 wurde auch die Umgehungsstraße (L3120) Richtung Olfen fertiggestellt. 1971 erfolgte die Sanierung der Wasserversorgung und der Kanalisation. 1972, zum Zeitpunkt der Eingemeindung nach Waldmichelbach, gab es in Affolterbach zwei Industriebetriebe, 77 Gewerbebetriebe und 18 Pensionen mit einer Kapazität von 120 Betten, die dem Fremdenverkehr zur Verfügung standen. Aus dem Jahr 1973 wird von der Errichtung eines Wasserhochbehälters für die Trinkwasserversorgung und dem Abbruch der alten Schule berichtet. Die Infrastruktur für die Kanalisation wurde 1978 noch einmal mit dem Bau eines Regenüberlaufbeckens verbessert und 1980 erfolgte der Anschluss an die zentrale Kläranlage des „Abwasserverband Überwald“, der von den Gemeinden Wald-Michelbach und Grasellenbach getragen wird.
1983 ist das endgültige Ende für die Überwaldbahn mit dem Abbau der Strecke nach Wahlen und des Bahnhofs Affolterbach gekommen. Erst 2002 erfolgt eine neue Nutzung durch die Einrichtung als Freizeitweg (kombinierter Fuß- und Radweg) zwischen Wahlen und Wald-Michelbach. 1984 erstellte der Sportverein Affolterbach (SVA) eine große Sporthalle in Eigenleistung und die Ortsstatistik vermeldete 1163 Einwohner, unter denen 76 ausländische Bürger waren.
1992 konnte die Freiwillige Feuerwehr Affolterbach das neue Löschfahrzeug LF 8/6 in Betrieb nehmen. 1993 wurde das Neubaugebiet Roßklingen erschlossen und die Firma „Peter Jöst Schleifmittel“ eröffnete ihre Produktion. 1997 erhielt Affolterbach den ersten Kunstrasenplatz im Landkreis Bergstraße.
Im Jahr 2000 konnte das „Jöst-Racing-Team“, das durch die Firma „Peter Jöst Schleifmittel“ unterhalten wird und sich im Rennsport und insbesondere beim „ADAC GT Masters Cup“ engagiert, weltweite Erfolge erringen. 2001 wurde die innen und außen komplett renovierte Gustav Adolf Kirch, im Beisein des russisch-orthodoxen Erzbischofs Longin von Klin, neu eingeweiht. 2003 wurde das „Baugebiet Hofwiese“ ausgewiesen und der Motorsportklub errichtete einen Jugendverkehrserziehungsplatz auf dem Sportgelände.
Zu Beginn von Jahres 2003 zählte die Ortsstatistik 1278 Einwohner, von denen 656 der evangelisch, 318 der katholisch Konfession und 304 sonstigen Glaubensrichtungen angehören. Unter den Einwohnern befanden sich 115 Ausländer, die überwiegend aus der Türkei stammten. Es gab drei Industriebetriebe aus den Bereichen Haushaltswaren, Holz-, Kunststoff- und Schleiftechnik. Weiterhin circa 30 Gewerbebetriebe, vier Pensionen und fünf Gaststätten.

### Verwaltungsgeschichte
Affolterbach entstand im Gebiet der ehemaligen „Mark Heppenheim“ die ein Verwaltungsbezirk des Frankenreichs bezeichnete. Am 20. Januar 773 schenkte Karl der Große die Stadt Heppenheim nebst dem zugehörigen Bezirk, der ausgedehnten „Mark Heppenheim“, dem Reichskloster Lorsch. Von hier wurde die Urbarmachung und Besiedlung des Gebietes betrieben. Der Blütezeit des Klosters Lorsch, in dessen Gebiet Affolterbach lag, folgte im 11. und 12. Jahrhundert sein Niedergang. 1232 wurde Lorsch dem Erzbistum Mainz unterstellt. Nach langen Streitigkeiten konnten sich die Kurpfalz und das Erzbistum Mainz Anfang des 14. Jahrhunderts über das Erbe aus dem Lorscher Abtei einigen und die pfälzer Teile wurden durch die Amtsvogtei Lindenfels verwaltet.
Die früheste bekannte Erwähnung von Affolterbach erfolgte 1353, als der Edelknecht Bruno von St. Lenen und seine Ehefrau Anna unter anderem auch seine Leute zu Affolterbach an den Pfalzgrafen Ruprecht I. verkaufte. Die Schenken von Erbach haben den Ort im 14. und 15. Jahrhundert zum Lehen. Dies wird unter anderem durch die folgenden Urkunden belegt:
- 1359, gibt Pfalzgraf Ruprecht I. das Dorf mit Vogtei, Gericht, Wald, Wasser und Weide dem Schenck Eberhard von Erbach zum Lehen.
- 1430, wird das Zentgericht in Affolterbach bei der Linde gehalten.
- 1443, belehnt Pfalzgraf Ludwig IV. den Schenk Konrad von Erbach mit der Vogtei, Gericht und weiteren Rechten.
- 1509, gibt Scheck Eberhard dieses Lehen und andere Rechte im Tausch gegen das Dorf Hetzbach bei Beerfelden den Pfalzgrafen zurück.
- 1556, gehört Affolterbach mit aller Obrigkeit mit Gebot und Verbot in die pfälzische Eicher Cent (auch Hammelbacher Cent genannt). In Affolterbach ist noch ein Halbgericht und den Oberhof bildet die Eicher Cent.
- 1613: Bildet Affolterbach mit Ober-Schabach eine Halbgericht und die Appellationsgerichte sind die Eicher Cent und das Hofgericht in Heidelberg.

Weitere Belege über Affolterbach ergeben für das Jahr 1613, dass der Ort acht Huben und an Leibeigenen, 12 Männer und 17 Frauen hatte. Nach dem Verzeichnisse von 1784 befanden sich damals in 32 Wohnstätten, 32 Familien mit 195 Seelen, sowie eine Kirche im Dorf. Die Gemarkung bestand aus 347 Morgen Äckern, 141 Morgen Wiesen, 160 Morgen Weide, und 160 Morgen Wald. Es gab einen kurfürstlichen Förster, der sowohl über diese, als auch über alle anderen Waldungen der Zent Wald-Michelbach und der Zent Hammelbach die Aufsicht hatte. Die Zehntverhältnisse wechseln im Laufe der Jahrhunderte mehrfach, so hatten 1786 von großen Zehnten, der Herr vom Mayerhof zu Klingenberg zwei Drittel und die kurmainzische Hofkammer noch aus der Zeit des Klosters Lorsch ein Drittel.
Bis 1737 unterstand das Amt Lindenfels dem Oberamt Heidelberg, danach wurde Lindenfels ein Oberamt. Affolterbach war innerhalb des Amtes Lindenfels Teil der „Zent Hammelbach“ (auch Eicher, Affolterbacher oder Wahlheimer Zent genannt). Affolterbach gehörte samt den beiden Olfener Höfen bis 1803 zur „Zent Hammelbach“ des Oberamts Lindenfels der „Pfalzgrafschaft bei Rhein“ (im „Kurfürstentum Pfalzbayern“ ab 1777).
Das ausgehende 18. und beginnende 19. Jahrhundert brachte Europa weitreichende Änderungen. Als Folge der Napoleonischen Kriege wurde bereits 1797 das „Linke Rheinufer“ und damit der linksrheinische Teil der Kurpfalz durch Frankreich annektiert. In der letzten Sitzung des Immerwährenden Reichstags in Regensburg wurde im Februar 1803 der Reichsdeputationshauptschluss verabschiedet, der die Bestimmungen des Friedens von Luneville umsetzte, und die territorialen Verhältnisse im Heiligen Römischen Reich (Deutscher Nation) neu regelte. Durch diese Neuordnung wurde die Kurpfalz aufgelöst und Affolterbach kam mit dem Oberamt Lindenfels zur Landgrafschaft Hessen-Darmstadt. Dort wurde das Oberamt als hessische Amtsvogtei vorerst weitergeführt und dem „Fürstentum Starkenburg“ zugeordnet.
Unter Druck Napoléons gründete sich 1806 der Rheinbund, dies geschah mit dem gleichzeitigen Reichsaustritt der Mitgliedsterritorien.
Dies führte am 6. August 1806 zur Niederlegung der Reichskrone, womit das alte Reich aufhörte zu bestehen.
Am 14. August 1806 erhob Napoleon die Landgrafschaft Hessen-Darmstadt, gegen den Beitritt zum Rheinbund und Stellung hoher Militärkontingente an Frankreich, zum Großherzogtum, andernfalls drohte er mit Invasion.
Ab 1812 gehört Affolterbach dann zur Amtsvogtei Fürth.
Nach der endgültigen Niederlage Napoléons regelte der Wiener Kongress 1814/15 auch die territorialen Verhältnisse für Hessen, daraufhin wurden 1816 im Großherzogtum Provinzen gebildet. Dabei wurde das vorher als „Fürstentum Starkenburg“ bezeichnete Gebiet, das aus den südlich des Mains gelegenen alten hessischen und den ab 1803 hinzugekommenen rechtsrheinischen Territorien bestand, in „Provinz Starkenburg“ umbenannt.
1821 wurden im Rahmen einer umfassenden Verwaltungsreform die Ämter in den Provinzen Starkenburg und Oberhessen des Großherzogtum aufgelöst und Landratsbezirke eingeführt, wobei Affolterbach zum Landratsbezirk Lindenfels kam. Im Rahmen dieser Reform wurden auch Landgerichte geschaffen, die jetzt unabhängig von der Verwaltung waren. Die Landgerichtsbezirke entsprachen in ihrem Umfang den Landratsbezirken und für den Landratsbezirk Lindenfels war das Landgericht Fürth als Gericht erster Instanz zuständig. Diese Reform ordnete auch die Verwaltung auf Gemeindeebene neu. So war die Bürgermeisterei in Affolterbach auch für Kocherbach, Unterscharbach und Wahlen zuständig, wobei seit 1820 die Bürgermeister durch die Gemeinde gewählt wurden und die staatlichen Schultheißen entfielen.
1832 wurden die Verwaltungseinheiten weiter vergrößert und es wurden Kreise geschaffen. Nach der am 20. August 1832 bekanntgegebenen Neugliederung sollte es in Süd-Starkenburg künftig nur noch die Kreise Bensheim und Lindenfels geben; der Landratsbezirk von Heppenheim sollte in den Kreis Bensheim fallen. Noch vor dem Inkrafttreten der Verordnung zum 15. Oktober 1832 wurde diese aber dahingehend revidiert, dass statt des Kreises Lindenfels neben dem Kreis Bensheim der Kreis Heppenheim als zweiter Kreis gebildet wurde, zu dem jetzt Affolterbach gehörte.
1842 wurde das Steuersystem im Großherzogtum reformiert und der Zehnte und die Grundrenten (Einnahmen aus Grundbesitz) wurden durch ein Steuersystem ersetzt, wie es in den Grundzügen heute noch existiert.
Infolge der Märzrevolution 1848 wurden mit dem „Gesetz über die Verhältnisse der Standesherren und adeligen Gerichtsherren“ vom 15. April 1848 die standesherrlichen Sonderrechte endgültig aufgehoben.
Darüber hinaus wurden in den Provinzen, die Kreise und die Landratsbezirke des Großherzogtums am 31. Juli 1848 abgeschafft und durch „Regierungsbezirke“ ersetzt, wobei die bisherigen Kreise Bensheim und Heppenheim zum Regierungsbezirk Heppenheim vereinigt wurden. Bereits vier Jahre später, im Laufe der Reaktionsära, kehrte man zur Einteilung in Kreise zurück und Affolterbach wurde Teil des neu geschaffenen Kreises Lindenfels.
In den Statistiken des Großherzogtums Hessen werden, bezogen auf Dezember 1867, für das Filialdorf Affolterbach mit eigener Bürgermeisterei, 74 Häuser, 596 Einwohnern, der Kreis Lindenfels, das Landgericht Wald-Michelbach, die evangelische reformierte Pfarrei Wald-Michelbach des Dekanats Lindenfels und die katholische Pfarrei Wald-Michelbach des Dekanats Heppenheim, angegeben. Die Bürgermeisterei in Affolterbach war außerdem für den Weiler Tromm (2 Häuser, 12 Einw.) zuständig.
Nachdem das Großherzogtum Hessen ab 1871 Teil des Deutschen Reiches war, wurden 1874 eine Reihe von Verwaltungsreformen beschlossen. So wurden die landesständige Geschäftsordnung sowie die Verwaltung der Kreise und Provinzen durch Kreis- und Provinzialtage geregelt. Die Neuregelung trat am 12. Juli 1874 in Kraft und verfügte auch die Auflösung der Kreise Lindenfels und Wimpfen, wobei Affolterbach wieder zum Kreis Heppenheim kam.
Die hessischen Provinzen Starkenburg, Rheinhessen und Oberhessen wurden 1937 nach der 1936 erfolgten Auflösung der Provinzial- und Kreistage aufgehoben. Zum 1. November 1938 trat dann eine umfassende Gebietsreform auf Kreisebene in Kraft. In der ehemaligen Provinz Starkenburg war der Kreis Bensheim besonders betroffen, da er aufgelöst und zum größten Teil dem Kreis Heppenheim zugeschlagen wurde. Der Kreis Heppenheim übernahm auch die Rechtsnachfolge des Kreises Bensheim und erhielt den neuen Namen Landkreis Bergstraße.
Das Großherzogtum Hessen war von 1815 bis 1866 ein Mitgliedsstaat des Deutschen Bundes und danach ein Bundesstaat des Deutschen Reiches. Es bestand bis 1919, nach dem Ersten Weltkrieg wurde das Großherzogtum zum republikanisch verfassten Volksstaat Hessen. 1945 nach Ende des Zweiten Weltkriegs befand sich das Gebiet des heutigen Hessen in der amerikanischen Besatzungszone und durch Weisung der Militärregierung entstand Groß-Hessen, aus dem das Bundesland Hessen in seinen heutigen Grenzen hervorging.
Am 1. Oktober 1955 erfolgte die Umgemeindung des Wohnplatzes Tromm, mit 23 Einwohnern, zur Gemeinde Scharbach.
Im Jahr 1961 wurde die Gemarkungsgröße mit 825 ha angegeben, davon waren 535 ha Wald.
Im Zuge der Gebietsreform in Hessen ließ sich die westliche Nachbargemeinde Kocherbach zum 1. Dezember 1970 einvernehmlich nach Affolterbach eingliedern. Die so vergrößerte Gemeinde konnte ihre Eigenständigkeit gleichwohl nicht bewahren und wurde zum 1. August 1972 kraft Landesgesetz ihrerseits als Ortsteil in die Gemeinde Wald-Michelbach eingegliedert. Für Affolterbach wurde ein Ortsbezirk eingerichtet.

### Gerichtszugehörigkeit in Hessen
Für Rechtsprechung der ersten Instanz war anfangs das Amt Lindenfels und ab 1813 das neu gebildete Justizamt in Fürth zuständig. Das Hofgericht Darmstadt war für normale bürgerliche Streitsachen Gericht der zweiten Instanz, für standesherrliche Familienrechtssachen und Kriminalfälle die erste Instanz. Übergeordnet war das Oberappellationsgericht Darmstadt.
Mit Einrichtung der Landgerichte im Großherzogtum Hessen war ab 1821 das Landgericht Fürth das Gericht erster Instanz. 1853 wurde ein neuer Landgerichtsbezirk geschaffen, das Landgericht Waldmichelbach, zu dem auch Affolterbach gehörte.
Anlässlich der Einführung des Gerichtsverfassungsgesetzes mit Wirkung vom 1. Oktober 1879, infolge derer die bisherigen großherzoglich hessischen Landgerichte durch Amtsgerichte an gleicher Stelle ersetzt wurden, während die neu geschaffenen Landgerichte nun als Obergerichte fungierten, wurde nun das Amtsgericht Wald-Michelbach im Bezirk des Landgerichts Darmstadt zuständig.
1943 wurde der Amtsgerichtsbezirk Wald-Michelbach aufgelöst, dem Amtsgericht Fürth zugeordnet und dort als Zweigstelle geführt. Zum 1. Juli 1968 wurde auch die aufgelöst.

### Historische Beschreibungen
Im Versuch einer vollständigen Geographisch-Historischen Beschreibung der Kurfürstl. Pfalz am Rheine findet sich 1786 über Affolterbach:

„Affalterbach. Ein mittelmäsiges Dorf, drei Stunden von Lindenfels südostwarts, gränzet gegen Ost an die Ulvenhöfe und das Kurmainzische Dorf Dörnenbach; gegen Süd an Asbach und Hederode; gegen West an Kochernbach, sämtlich Mainzischen Gebietes; gegen Norden an das folgende
Dorf Walheim. In ältern Zeiten scheinet es Affaltern geheisen zu haben. Neben dem Dorfe vorbei laufet die Ulvenbach, nimmt dahier die Dorf-,
März- oder Kocher- und das Wolfertsbächlein auf, flieset nach Heddesbach im Oberamt Heidelberg, und fällt bei Hirschhorn in den Neckar. Das Dorfbächlein betreibet eine Mahlmühle. […] Die alte Kirche ist in der Theilung den Reformirten zugefallen. Die Kanzel stehet auf einem Stein, an dem eine Lilie auagehauen, und aussenher siehet man ein Quaderstuck, worauf ein aus drei Sternen
bestehendes Wappen eingehauen ist. Es ist sonderbar, daß von dieser Kirche so wenig als von jener zu Hammelbach in den Mainz- und Wormsischen
Döcesannachrichten einige Spure anzutreffen. Sie wird jezo anders nicht als ein Filial der Pfarrei Wald-Michelbach benuzet.
Am großen Zehnten beziehet der von Meyerhof zu Klingenberg zwei, und Kurmainz wegen des Klosters Lorsch ein Drittel; statt des kleinen aber wird selbigen der Handlohn verreichtet. In dieser Gemarkung, oder vielmehr in dem Gräflich-Erbachischen Walde liegen die Ulvenhöfe, vier Stunden von Lindenfels. Es sind eigentlich zween Höfe, wozu vier Morgen Wald und Hecken, die Höfe genannt, gehören, und die von der Kurpfälzischen Hofkammer in Erbbestand verliehen worden sind.“

Die Statistisch-topographisch-historische Beschreibung des Großherzogthums Hessen berichtet 1829 über Affolterbach:

„Affolterbach (L. Bez. Lindenfels) reform. Filialdorf; liegt am Ulvenbach, 3 St. von Lindenfels, und 55 Häuser und 499 Einw., die bis auf 35 Luth. und 12 Kath. alle reformirt sind. Unter den Einw. sind 34 Bauern und Taglöhner und 45 Gewerbsleute. Man findet 1 verfallene Kirche, 2 Mahl und 1 Oelmühle. Der Ort hat wahrscheinlich von einem Waldbezirk seinen Namen erhalten und scheint in alten Zeiten Affaltern geheißen zu haben. Die alte Kirche ist in der Theilung 1705 den Reformirten zugefallen. Das Dorf war kurpfälzisch und ist 1802 an Hessen gekommen.“

Im Neuestes und gründlichstes alphabetisches Lexicon der sämmtlichen Ortschaften der deutschen Bundesstaaten von 1845 heißt es:

„Affolterbach. – Dorf, zur Pfarrkirche Waldmichchelbach gehörig. – 55 H. 499 reformirte E. – Großherzogthum Hessen. – Prov. Starkenburg. – Kreis
Heppenheim. – Landgericht.Fürth. – Hofgericht Darmstadt. – Das Dorf, sonst churpfälzisch, ist im Jahre 1802 an Hessen gekommen. ES hat 1 Oel und 2 Mahlmühlen, und unter den Einwohnern sind 34 Bauern und 45 Gewerbsleute. – Der Ort hat wahrscheinlich von einem Waldbezirk seinen Namen erhalten und scheint in alten Zeiten Affaltern geheißen zu haben.“

### Bevölkerung
Einwohnerstruktur
Nach den Erhebungen des Zensus 2011 lebten am Stichtag dem 9. Mai 2011 in Affolterbach 1134 Einwohner. Darunter waren 81 (7,1 %) Ausländer.
Nach dem Lebensalter waren 168 Einwohner unter 18 Jahren, 441 waren zwischen 18 und 49, 240 zwischen 50 und 64 und 282 Einwohner waren älter. Die Einwohner lebten in 471 Haushalten. Davon waren 141 Singlehaushalte, 135 Paare ohne Kinder und 141 Paare mit Kindern, sowie 45 Alleinerziehende und 6 Wohngemeinschaften. In 117 Haushalten lebten ausschließlich Senioren und in 256 Haushaltungen leben keine Senioren.
Im Jahr 1961 wurden 673 evangelische  (77,98 %) und 177 katholische (20,51 %) Christen gezählt.
Einwohnerentwicklung
| • 1613: | Leibeigene: 12 Männer und 17 Frauen        |
| • 1784: | 195 Seelen, 32 Wohnstätten mit 32 Familien |

| Affolterbach: Einwohnerzahlen von 1784 bis 2023 | Affolterbach: Einwohnerzahlen von 1784 bis 2023 | Affolterbach: Einwohnerzahlen von 1784 bis 2023 | Affolterbach: Einwohnerzahlen von 1784 bis 2023 | Affolterbach: Einwohnerzahlen von 1784 bis 2023 |
| --- | ----------------------------------------------- | ----------------------------------------------- | ----------------------------------------------- | ----------------------------------------------- |
| Jahr |                                                 |                                                 |                                                 | Einwohner                                       |
| 1784 | 1784                                            |                                                 | 195                                             | 195                                             |
| 1800 | 1800                                            |                                                 | ?                                               | ?                                               |
| 1829 | 1829                                            |                                                 | 499                                             | 499                                             |
| 1834 | 1834                                            |                                                 | 518                                             | 518                                             |
| 1840 | 1840                                            |                                                 | 640                                             | 640                                             |
| 1846 | 1846                                            |                                                 | 568                                             | 568                                             |
| 1852 | 1852                                            |                                                 | 585                                             | 585                                             |
| 1858 | 1858                                            |                                                 | 639                                             | 639                                             |
| 1864 | 1864                                            |                                                 | 629                                             | 629                                             |
| 1871 | 1871                                            |                                                 | 582                                             | 582                                             |
| 1875 | 1875                                            |                                                 | 633                                             | 633                                             |
| 1885 | 1885                                            |                                                 | 643                                             | 643                                             |
| 1895 | 1895                                            |                                                 | 659                                             | 659                                             |
| 1905 | 1905                                            |                                                 | 605                                             | 605                                             |
| 1910 | 1910                                            |                                                 | 588                                             | 588                                             |
| 1925 | 1925                                            |                                                 | 595                                             | 595                                             |
| 1939 | 1939                                            |                                                 | 587                                             | 587                                             |
| 1946 | 1946                                            |                                                 | 875                                             | 875                                             |
| 1950 | 1950                                            |                                                 | 862                                             | 862                                             |
| 1956 | 1956                                            |                                                 | 809                                             | 809                                             |
| 1961 | 1961                                            |                                                 | 863                                             | 863                                             |
| 1967 | 1967                                            |                                                 | 966                                             | 966                                             |
| 1970 | 1970                                            |                                                 | 983                                             | 983                                             |
| 1980 | 1980                                            |                                                 | ?                                               | ?                                               |
| 1990 | 1990                                            |                                                 | ?                                               | ?                                               |
| 2005 | 2005                                            |                                                 | 1.245                                           | 1.245                                           |
| 2011 | 2011                                            |                                                 | 1.131                                           | 1.131                                           |
| 2015 | 2015                                            |                                                 | 1.186                                           | 1.186                                           |
| 2020 | 2020                                            |                                                 | 1.179                                           | 1.179                                           |
| 2023 | 2023                                            |                                                 | 1.225                                           | 1.225                                           |
| Datenquelle: Historisches Gemeindeverzeichnis für Hessen: Die Bevölkerung der Gemeinden 1834 bis 1967. Wiesbaden: Hessisches Statistisches Landesamt, 1968. Weitere Quellen: LAGIS; nach 1970: Gemeinde Wald-Michelbach; Zensus 2011 |                                                 |                                                 |                                                 |                                                 |

## Politik
Ortsbeirat
Für Affolterbach besteht ein Ortsbezirk (Gebiete der ehemaligen Gemeinde Affolterbach) mit Ortsbeirat und Ortsvorsteher, nach Maßgabe der §§ 81 und 82 HGO und des Kommunalwahlgesetzes in der jeweils gültigen Fassung gebildet. Der Ortsbeirat besteht aus fünf Mitgliedern. Bei den Kommunalwahlen in Hessen 2021 betrug die Wahlbeteiligung zum Ortsbeirat Affolterbach 49,78 %. Alle Kandidaten gehörten der Affolterbacher Bürgervereinigung an. Der Ortsbeirat wählte Georg Maurer zum Ortsvorsteher.

## Vereine

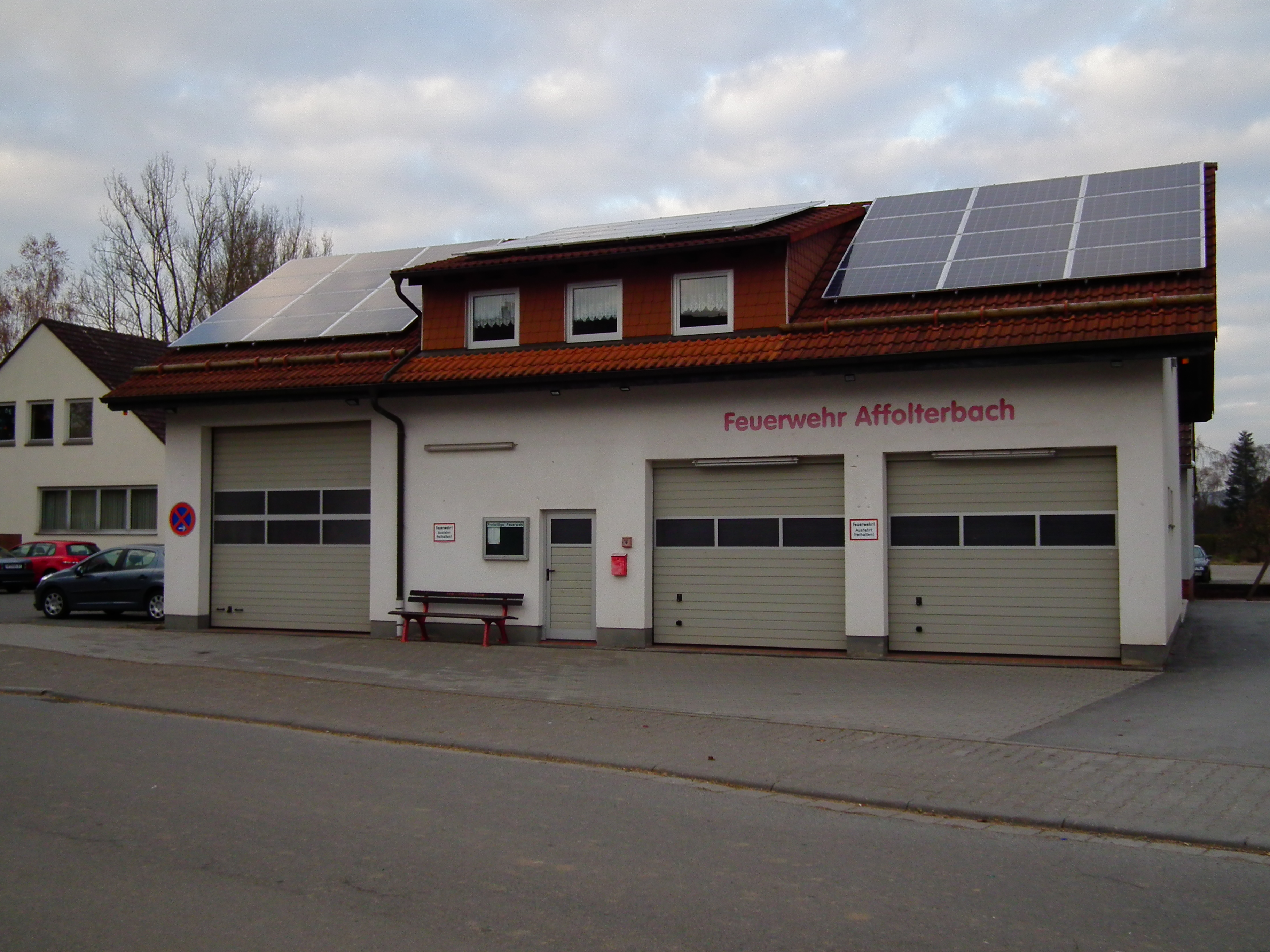
Feuerwehr Affolterbach

Die Vereine bilden das kulturelle Leben im Affolterbach.
- MGV Männergesangverein
- Freiwillige Feuerwehr
- Sportverein
- Motorsportclub
- Odenwaldclub
- Kirchenchor
- Förderverein der Gustav-Adolf-Kirche
- Ostereierweitwurfclub
- Carnevalverein Affolterbach
- Förderverein Sportvereinigung Affolterbach

## Sehenswertes
Die im Jugendstil durch Kirchenbaumeister Friedrich Pützer entworfene evangelische Gustav-Adolf-Kirche ist das Wahrzeichen von Affolterbach.

## Verkehr
Durch Affolterbach verläuft die Landesstraße L 3105, die entlang des Ulfenbachs von der Wegscheide an der Siegfriedstraße im Norden über Gras-Ellenbach und Wahlen kommend nach Aschbach, Wald-Michelbach, Ober-Schönmattenwag, Unter-Schönmattenwag, Heddesbach nach Hirschhorn (Neckar) im Süden führt, wo der Ulfenbachs sich mit einem anderen großen Odenwaldbach zum nur kurzen Laxbach vereint. Im Ort zweigt die Kreisstraße K 28 nach Kocherbach ab und die L 3120 nach Olfen. Früher war Affolterbach Station der Überwaldbahn.

## Söhne und Töchter von Affolterbach
- Georg Ludwig Schubart (1846–1901), Politiker
- Georg Bickel (1868–1940), Landtagsabgeordneter
- Leander Heidenreich (1814–1881), Landtagsabgeordneter und Bürgermeister von Affolterbach
- August Heidenreich (1846–1913), Landtagsabgeordneter
- Joachim Sattler (1899–1984), Opernsänger (Tenor)